# PGC 10
PGC 10 — эллиптическая галактика из каталога PGC, расположенная в созвездии Рыбы. Радиальная скорость +7091 ± 22 км/с.